# 47052 Guillaumefaury
47052 Guillaumefaury este o planetă minoră (asteroid) din centura de asteroizi. A fost descoperită pe 7 decembrie 1998 la Caussols de OCA-DLR Asteroid Survey⁠(d). 
Obiectul prezintă o orbită caracterizată de o semiaxă mare de 2,6262074980779 UAi, o excentricitate de 0,09821226409884, o înclinație de 3,2398727257632 ° în raport cu ecliptica.